# ОСВ-96
ОСВ-96 — российская самозарядная крупнокалиберная снайперская винтовка. Разработана в Туле специалистами КБ приборостроения (КБП).

## Конструкция
Винтовка самозарядная, автоматика работает за счет отвода пороховых газов из канала ствола, запирание осуществляется поворотом затвора 4 боевыми упорами непосредственно за ствол, что позволяет разгрузить ствольную коробку и сделать её складывающейся вокруг переднего торца, сразу за местом крепления ствола. Складывание необходимо, так как в боеготовом виде винтовка имеет очень большую длину и неудобна в хранении и транспортировке (при этом казённый срез ствола и ствольная коробка перекрываются для предотвращения засорения)..
Ствол винтовки оснащен длинным дульным тормозом — пламегасителем.
Винтовка оснащена сошками, установленными на специальной консоли, закрепленной в передней (складывающейся вместе со стволом) части ствольной коробки. Они позволяют поворачивать её относительно ствола в продольной плоскости, благодаря чему винтовка может использоваться на любой поверхности. Однако сошки (как и рукоятка для переноса) крепятся непосредственно к стволу, что не самым лучшим образом сказывается на точности стрельбы.
Приклад выполнен из дерева и имеет резиновый амортизирующий затыльник, по длине и высоте не регулируется.
Винтовка не предназначена для стрельбы с рук и не имеет цевья.

## Назначение и тактико-технические характеристики
Винтовка предназначена для поражения легкобронированных и небронированных целей на расстояниях до 1800 м, а также личного состава противника за укрытиями и в средствах индивидуальной защиты на расстояниях до 1000 м. При стрельбе снайперскими патронами на дальность 100 м сериями по 4-5 выстрелов поперечник рассеивания  45 мм.
Винтовка проиграла конкурс МО ковровской крупнокалиберной снайперской винтовке В. И. Негруленко — АСВК, главным образом по причине в два раза худшей кучности по сравнению с несамозарядным ковровским образцом.
Один из недостатков винтовки — слишком громкий звук выстрела, вследствие чего рекомендуется вести огонь в наушниках.

## Варианты и модификации
- В-94 «Волга» — прототип, был разработан тульским КБ Приборостроения в начале 1990-х и впервые показан в 1994 году[4]. Начальная энергия пули составляет около 18860 Дж[5]. Штатным прицелом являлся 4х-кратный оптический прицел ПСО-1[6]
- ОСВ-96 «Взломщик» — модификация, разработанная в 1996—2000 годы и принятая на вооружение МВД в марте 2000 года. Основные отличия ОСВ-96 от прототипа — конструкция дульного тормоза, форма приклада и ручки для переноски[7], а также возможность установки нескольких различных вариантов оптических (ПОС 13×60 и ПОС 12×56) и ночных прицелов[6]
- МЦ-567 — вариант ОСВ-96, разработанный в 2018-2019 гг. и сертифицированный в августе 2020 года как гражданское спортивно-охотничье оружие[8]

## Страны-эксплуатанты
- Азербайджан: некоторое количество ОСВ-96 закуплено и поступило на вооружение спецподразделений вооружённых сил Азербайджана[9]
- Армения: винтовки В-94, АСВК-94 и ОСВ-96 находятся на вооружении отдельных категорий сотрудников полиции[10];
- Беларусь: ОСВ-96 используется силами специальных операций[11];
- Вьетнам: изготовление ОСВ-96 освоено в январе 2018 года[12]
- Египет: ОСВ-96 состоит на вооружении спецподразделения «Чёрная кобра»[13]
- Индия: спецподразделение MARCOS военно-морских сил Индии;[14]
- Иран: в ноябре 2016 года демонстрационный образец винтовки ОСВ-96 иранского производства был представлен на оружейной выставке IPAS-2016 под названием Nasr, c 2017 года состоит на вооружении КСИР[15].
- Казахстан: в 2011 году 27 шт. ОСВ-96 закуплено в РФ[16], используются в аэромобильных войсках и спецподразделениях[17];
- Кыргызстан: используется в горно-стрелковой бригаде[18] и спецподразделениях;
- Россия: винтовки В-94 и ОСВ-96 состоят на вооружении спецназа ФСБ[4] МВД РФ[19] и других силовых ведомств;
- Сирия: ОСВ-96 состоит на вооружении армии и используется с июля 2012 года[20]

## Изображения

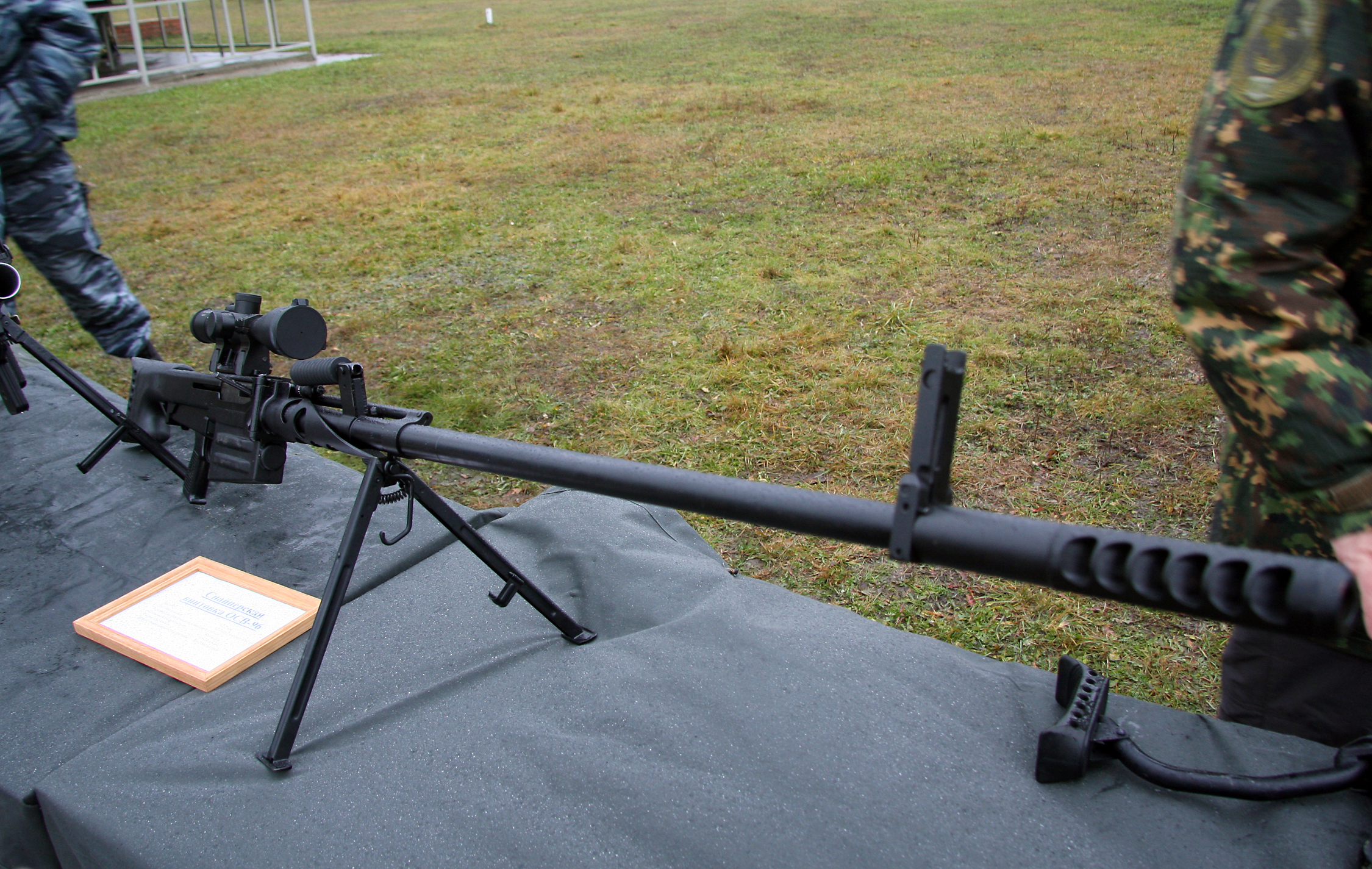
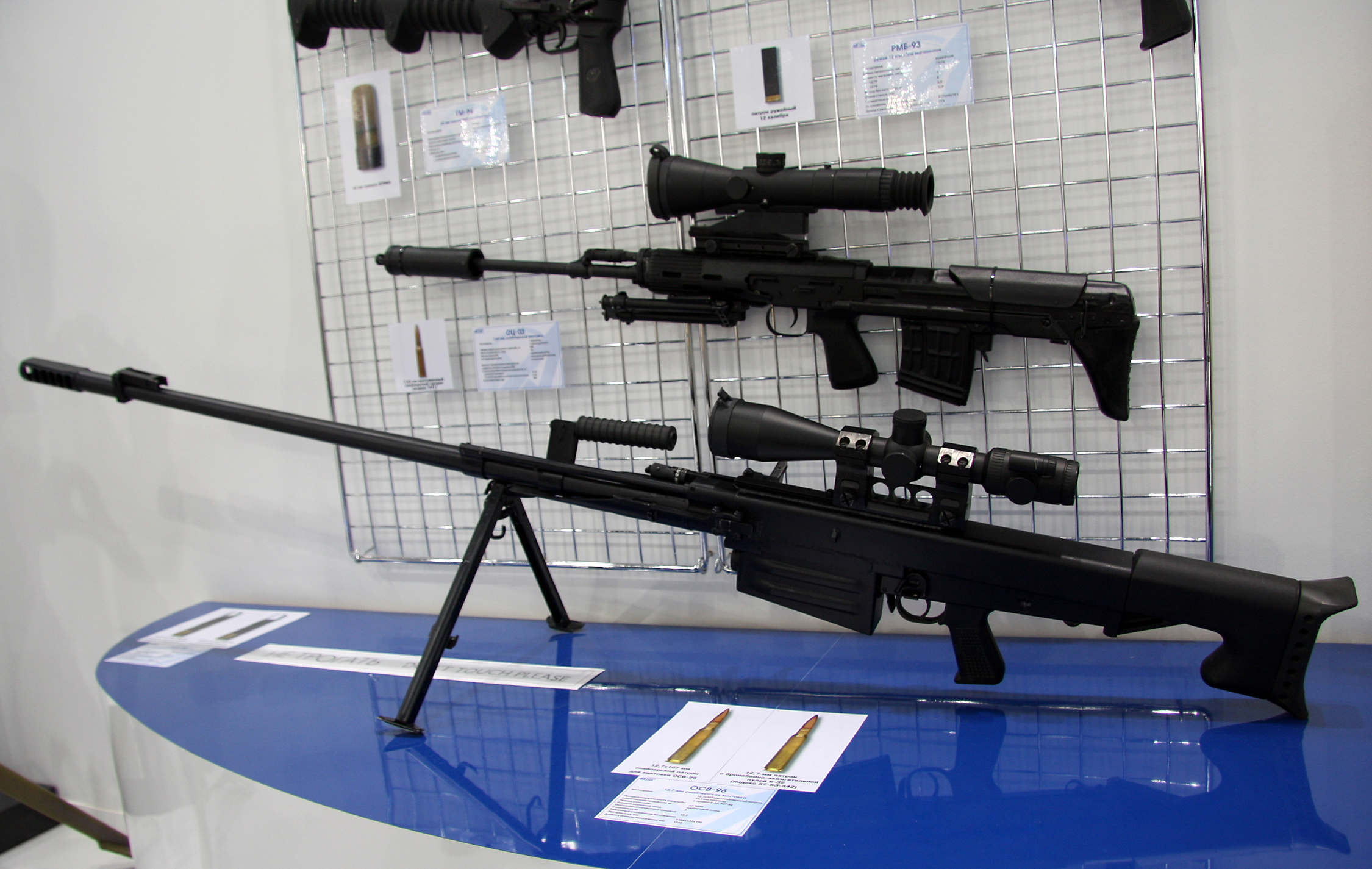
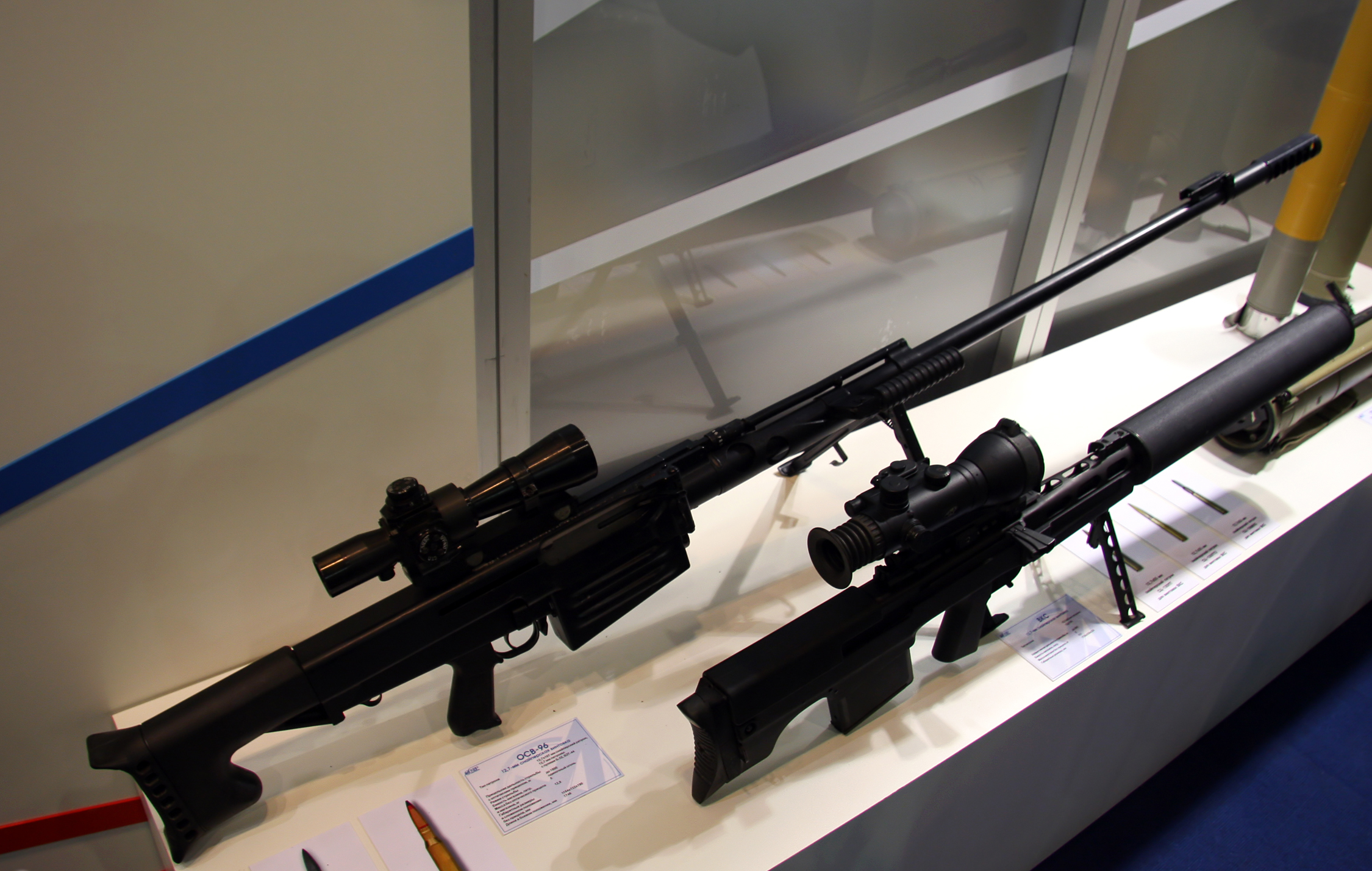
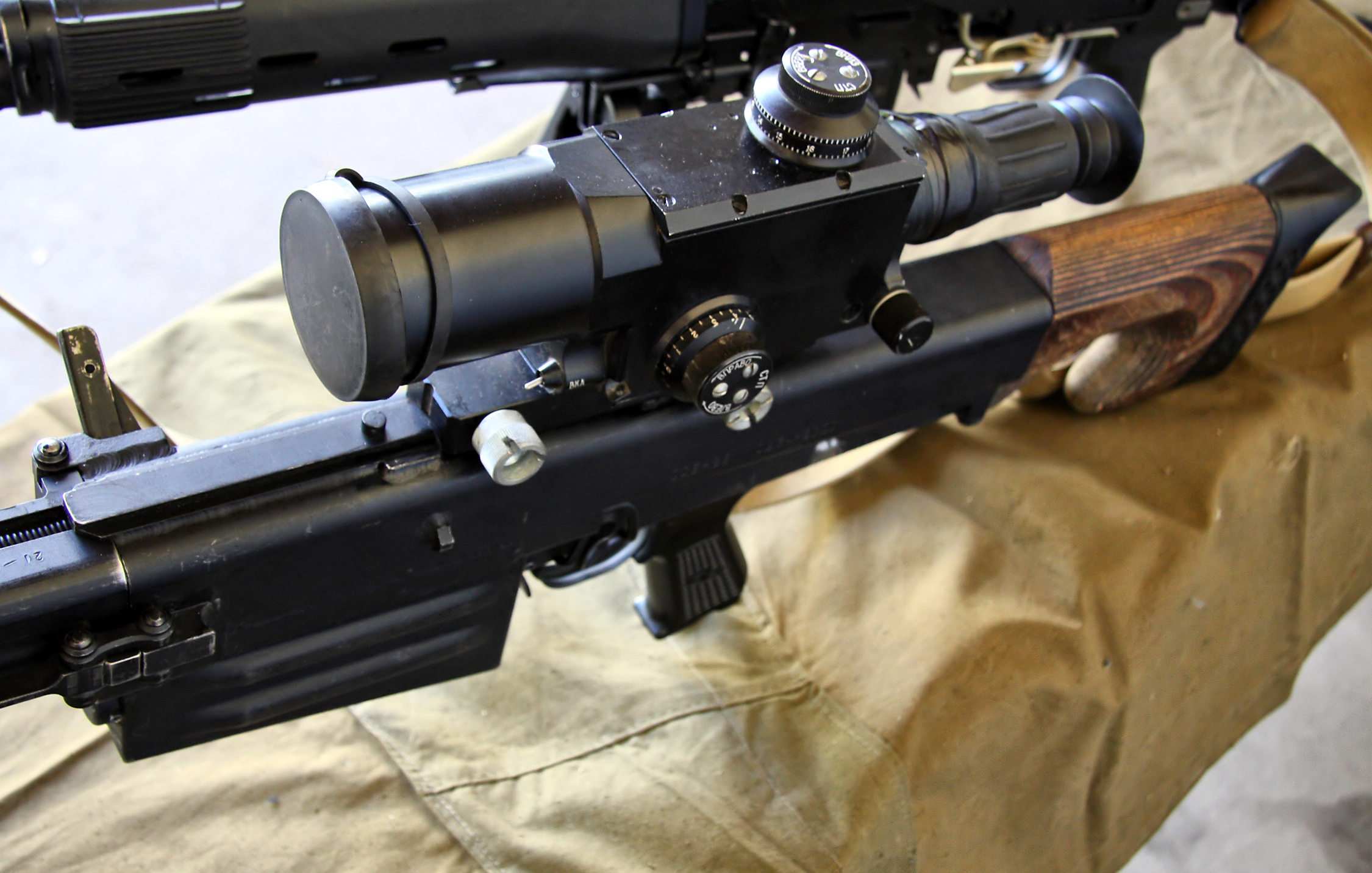
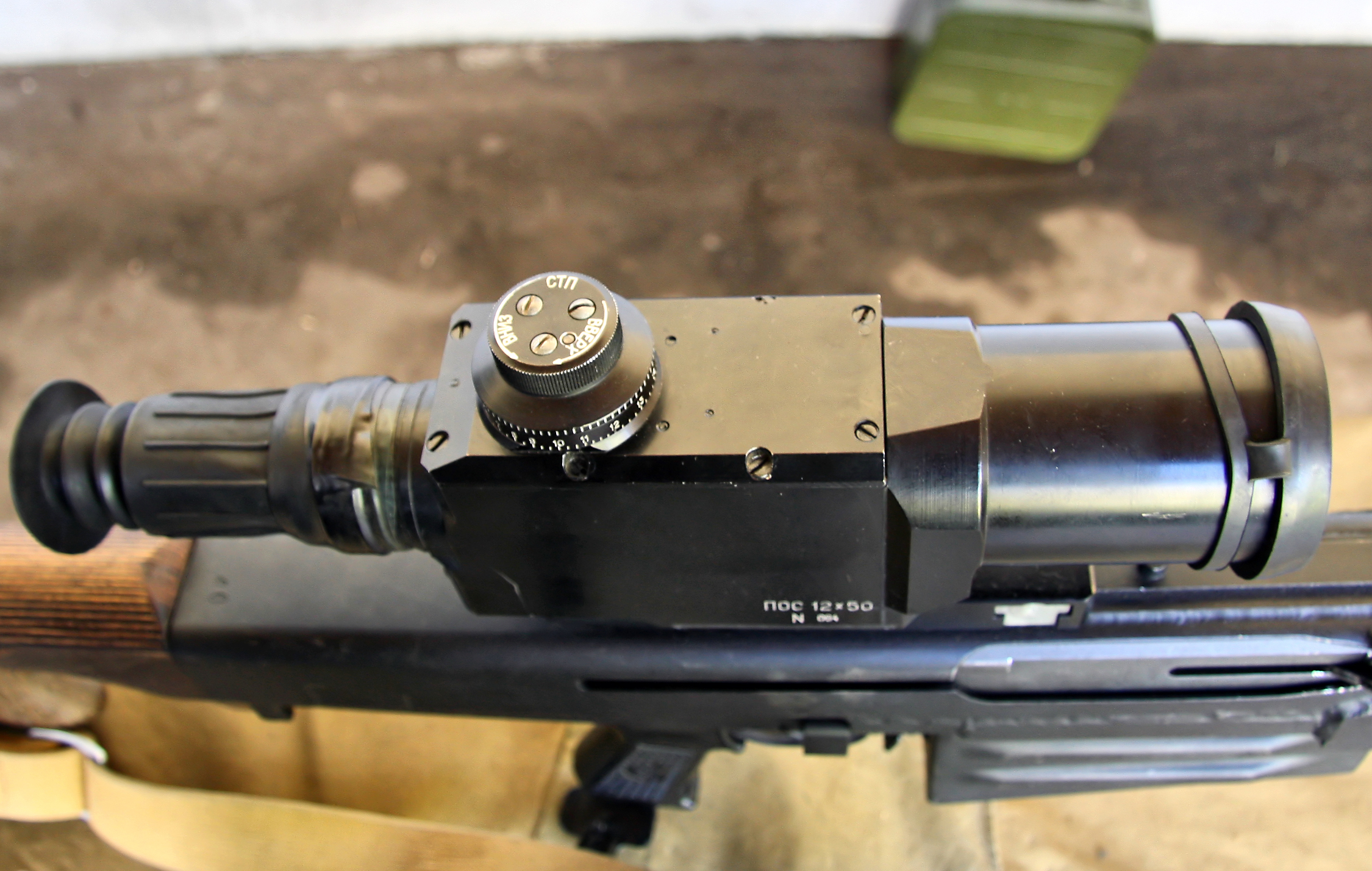
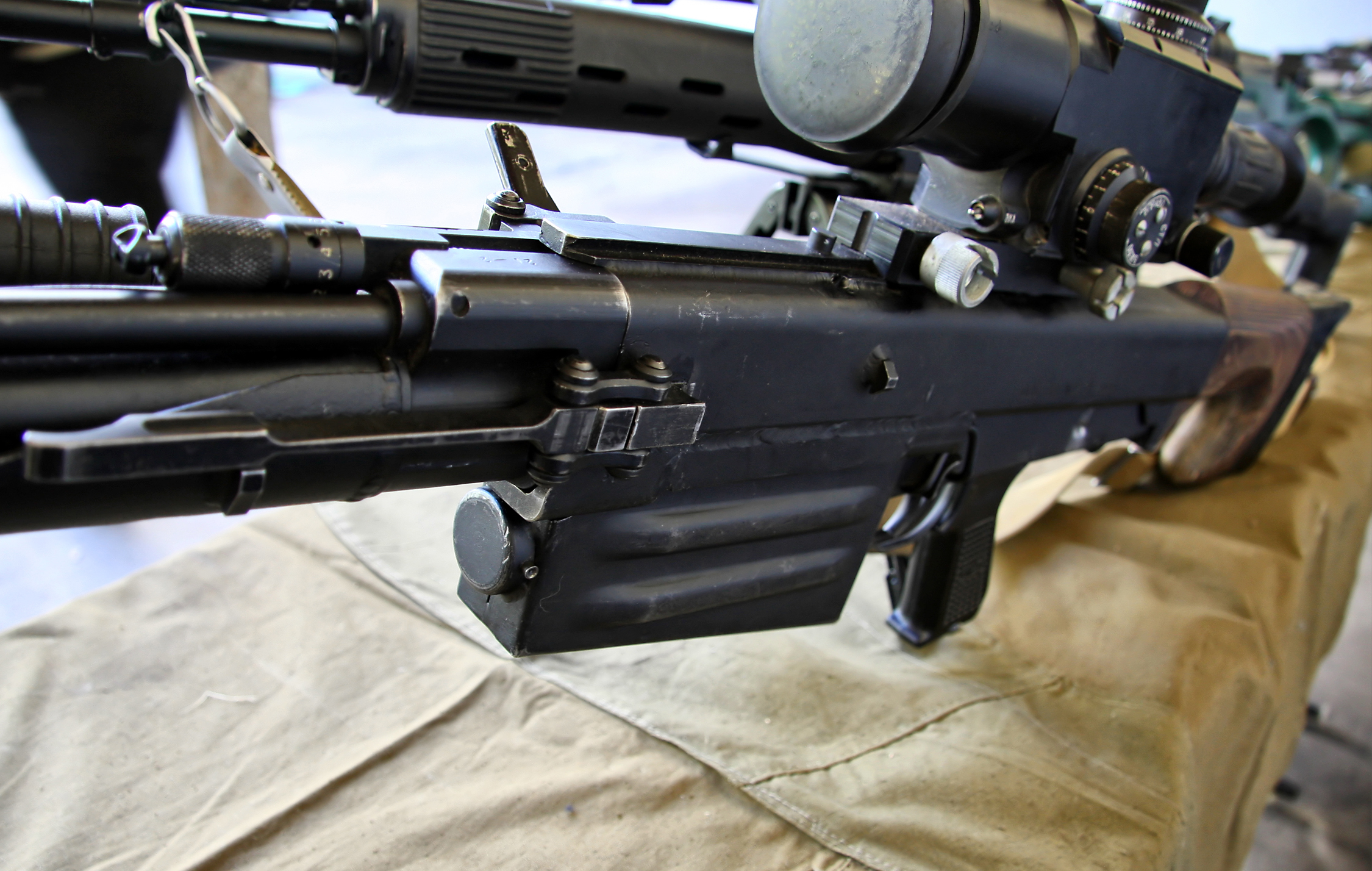